# Щитоноска маревая серебристая
Щитоноска маревая серебристая (лат. Cassida nobilis) — жук подсемейства щитоносок из семейства листоедов.

## Распространение
Встречается в палеарктическом регионе, включая Восточную Сибирь и западную часть Китая.

## Экология и местообитания
Кормовые растения — астровые (Asteraceae): ромашник непахучий (Matricaria perforata); маревые (Chenopodiaceae): свёкла обыкновенная (Beta vulgaris), марь белая (Chenopodium album), марь красная (Chenopodium rubrum); гвоздичные (Caryophyllaceae): смолёвка обыкновенная, или хлопушка (Silene vulgaris), торица полевая (Spergula arvensis) и звездчатка средняя, или мокрица (Stellaria media).

## Вариетет
Вид делится на два вариетет:
- Cassida nobilis var. obscurella Weise, 1907
- Cassida nobilis var. obscura Weise, 1893